# Carron Mountain
Il Carron è una montagna irlandese (in gaelico Carn Fhearadaigh), che fa parte delle Ballyhoura Mountains ed è collocato nella parte meridionale della contea di Limerick, al confine con la contea di Cork. È alto 440 m e fa parte della catena chiamata Ballyhoura.